# مجتبي شيري
مجتبي شيري (بالفارسية: مجتبی شیری) هو لاعب كرة قدم إيراني في مركز الدفاع، ولد في 29 أكتوبر 1979 في شيراز في إيران. شارك مع منتخب إيران لكرة القدم. أما مع النوادي، فقد لعب مع نادي استقلال أهواز ونادي باس همدان ونادي برسبوليس ونادي صنعت نفط عبادان.

## وصلات خارجية
- مجتبي شيري على موقع قاعدة بيانات كرة القدم.إي يو (الإنجليزية)
- مجتبي شيري على موقع ناشيونال فوتبول تيمز (الإنجليزية)